# Episodi di His Dark Materials - Queste oscure materie (prima stagione)
La prima stagione della serie televisiva His Dark Materials - Queste oscure materie (His Dark Materials), composta da otto episodi, è stata trasmessa sul canale britannico BBC One dal 3 novembre al 22 dicembre 2019, mentre negli Stati Uniti è andata in onda sul canale via cavo HBO il giorno seguente.
In Italia, la stagione è andata in onda in prima visione sul canale satellitare Sky Atlantic dal 1º al 22 gennaio 2020.
| nº | Titolo originale       | Titolo italiano         | Prima TV UK      | Prima TV Italia |
| -- | ---------------------- | ----------------------- | ---------------- | --------------- |
| 1  | Lyra's Jordan          | Il viaggio di Lyra      | 3 novembre 2019  | 1º gennaio 2020 |
| 2  | The Idea of North      | Mondi paralleli         | 10 novembre 2019 | 1º gennaio 2020 |
| 3  | The Spies              | Le mosche-spia          | 17 novembre 2019 | 8 gennaio 2020  |
| 4  | Armour                 | L'armatura              | 24 novembre 2019 | 8 gennaio 2020  |
| 5  | The Lost Boy           | Il bambino perduto      | 1º dicembre 2019 | 15 gennaio 2020 |
| 6  | The Daemon-Cages       | Le gabbie dei daimon    | 8 dicembre 2019  | 15 gennaio 2020 |
| 7  | The Fight to the Death | Lotta all'ultimo sangue | 15 dicembre 2019 | 22 gennaio 2020 |
| 8  | Betrayal               | L'addio                 | 22 dicembre 2019 | 22 gennaio 2020 |

## Il viaggio di Lyra
- Titolo originale: Lyra's Jordan
- Diretto da: Tom Hooper
- Scritto da: Jack Thorne

### Trama
Lyra Belacqua è una ragazzina di dodici anni che vive in un mondo dove ogni persona possiede un daimon, la manifestazione in forma animale della propria anima. Il legame tra una persona e il suo daimon è tale che persino la semplice distanza fisica provoca ad entrambi un immenso dolore; i daimon degli adulti, inoltre, hanno una forma stabile, mentre quelli dei bambini possono mutare aspetto a piacimento oppure in risposta ad un particolare stato d’animo del proprio umano. Lyra vive al Jordan College di Oxford, dove suo zio, l’esploratore Lord Asriel, ha ottenuto asilo per lei in seguito alla morte dei genitori della ragazzina; Lyra sogna da sempre di seguire lo zio nelle sue avventure e trascorre il suo tempo assieme a Pantalaimon, il suo daimon, e al suo migliore amico Roger Parslow, garzone di cucina. Un giorno, Lord Asriel fa ritorno al Jordan, dove espone le sue scoperte in merito ad una misteriosa sostanza chiamata “Polvere” e all’esistenza di mondi paralleli; le sue teorie turbano gli accademici, consapevoli che gli studi di Lord Asriel potrebbero portare ad un’accusa di eresia da parte del Magisterium, l’onnipotente organo ecclesiastico che governa il mondo. Il Magisterium crede nell’esistenza di un creatore chiamato “Autorità” e considera gli studi sulla Polvere sovversivi e pericolosi; il Maestro del Jordan College tenta per questo di avvelenare Lord Asriel, ma Lyra riesce ad evitare il peggio. Successivamente, Lord Asriel riparte per proseguire le sue ricerche e al Jordan si presenta l’affascinante signora Marisa Coulter, una studiosa che propone a Lyra di prenderla con sé per farne la propria assistente. Lyra accetta e il Maestro, prima della partenza, le affida un oggetto simile ad una bussola, l’aletiometro, che ha il potere di rivelare la verità, raccomandandolo di tenerlo segreto. Nel frattempo, Oxford è funestata dai misteriosi Ingoiatori, criminali che rapiscono i bambini per motivi ignoti; gli ultimi ad essere rapiti sono Roger e Billy Costa, un bambino gyziano amico di Lyra.
- Durata: 57 minuti
- Guest star: Ian Gelder (bibliotecario Charles), Patrick Godfrey (maggiordomo), Philip Goldacre (prorettore), Richard Cunningham (cappellano Gustaf), Simon Manyonda (Benjamin De Ruyter), Geoff Bell (Jack Verhoeven), Tyler Howitt (Billy Costa), Mat Fraser (Raymond Van Geritt).
- Ascolti UK: telespettatori 9 720 000[3]
- Ascolti USA: telespettatori 424 000 – rating 18-49 anni 0,1%[4]

## Mondi paralleli
- Titolo originale: The Idea of North
- Diretto da: Tom Hooper[5]
- Scritto da: Jack Thorne

### Trama

L'aletiometro in mano a Lyra

Lyra si trasferisce a Londra con la signora Coulter. Inizialmente felice, Lyra inizia ben presto a notare qualcosa di strano in lei, a cominciare dal suo daimon, un inquietante scimmiotto dorato senza nome da cui la donna sembra capace di separarsi senza alcun problema, cosa innaturale per un umano. Un giorno, la signora Coulter riceve la visita di alcuni membri del Magisterium, tra cui il rigido padre MacPhail; l’incontro sembra turbare molto la signora Coulter e quando Lyra si fa sorprendere ad origliare, la donna perde le staffe e la punisce facendo torturare Pantalaimon dallo scimmiotto dorato, causando di conseguenza dolore anche a Lyra. Nella foga del momento, la signora Coulter rivela inoltre a Lyra che Lord Asriel è in realtà suo padre, lasciando la ragazzina sconvolta. Più tardi, la donna si reca a visitare i bambini rapiti, rivelandosi lei stessa la mente dietro gli Ingoiatori; il loro nome deriva dalle iniziali dell’Intendenza Generale per l’Oblazione, un’organizzazione controllata dalla signora Coulter per conto del Magisterium che rapisce i bambini per condurre su di loro degli esperimenti. Lyra viene a sapere ogni cosa da Adele Starminster, una giornalista impegnata in un’inchiesta sugli Ingoiatori, e scappa portandosi via l’aletiometro. Nel frattempo, Lord Carlo Boreal, un alto funzionario del Magisterium, indaga sui finanziamenti che il Jordan College, nonostante tutto, continua a concedere a Lord Asriel. Boreal chiede al Maestro di poter esaminare la testa di Stanislaus Grumman, lo studioso che per primo aveva scoperto l’esistenza degli universi paralleli. Grumman, secondo quanto riferito da Lord Asriel, sarebbe stato ucciso a causa delle sue scoperte e come prova Asriel ne ha riportato la testa al Jordan College; il Maestro, tuttavia, rifiuta, forte dell’autonomia concessa all’ateneo. Più tardi, Boreal varca un portale che lo conduce in una Oxford parallela e incarica un suo uomo di cercare Grumman in quel mondo.
- Durata: 58 minuti
- Guest star: Tyler Howitt (Billy Costa), Simon Manyonda (Benjamin Du Ruyter), Geoff Bell (Jack Verhoeven), Ian Peck (Cardinale Sturrock), David Langham (padre Garret), Robert Emms (Thomas), Morfydd Clark (Sorella Clara), Ruby Llewelyn (Rose), Mary Fernandez (Esme), Sandra James-Young (Diane), Nabil Elouahabi (uomo dagli occhi luminosi).
- Ascolti UK: telespettatori 7 710 000[3]
- Ascolti USA: telespettatori 369 000 – rating 18-49 anni 0,1%[6]

## Le mosche-spia
- Titolo originale: The Spies
- Diretto da: Dawn Shadforth[5]
- Scritto da: Jack Thorne

### Trama
Lyra e Pantalaimon vengono attaccati dagli Ingoiatori, ma intervengono in loro aiuto Tony Costa, fratello maggiore di Billy, e il suo amico Benjamin, che li portano in salvo dai gyziani. I nomadi si stanno organizzando per cercare i bambini rapiti dagli Ingoiatori, fra i quali ci sono molti gyziani, e offrono a Lyra rifugio e protezione. Tony e Benjamin si introducono nell’appartamento della signora Coulter in cerca di informazioni; Benjamin, sorpreso dalla donna, si toglie la vita per non farsi catturare, mentre Tony riesce a fuggire dopo aver recuperato una lista dei bambini rapiti. Lyra, intanto, viene a sapere dai gyziani che la signora Coulter è sua madre: Lyra è nata dalla relazione clandestina tra Marisa, all’epoca sposata con un altro uomo, e Lord Asriel. Quest’ultimo affidò Lyra al Jordan College perché Marisa non volle tenerla, temendo che la figlia fosse di ostacolo alla sua carriera nel Magisterium; i gyziani ne sono al corrente perché Ma Costa, la madre di Tony e Billy, è stata la balia di Lyra, ma non sanno perché la signora Coulter ora voglia a tutti i costi riavere Lyra con sé. Lyra, guidata dal saggio gyziano Farder Coram, apprende il funzionamento dell’aletiometro e scopre di poterlo leggere all’istante, affidandosi al puro istinto. La signora Coulter, dopo aver fatto perquisire senza successo il Jordan College in cerca di Lyra, invia sulle sue tracce due mosche-spia; Lyra e Farder Coram ne catturano una, ma l’altra riesce a tornare dalla signora Coulter e a comunicarle la posizione di Lyra. John Faa, il capo dei gyziani, stabilisce quindi di partire subito per il nord, dove si ritiene vengano portati i bambini. Boreal continua la sua indagine su Stanislaus Grumman e scopre che si tratta di John Parry, un uomo originario dell’altro mondo. Parry è irreperibile, e Boreal si mette perciò sulle tracce di sua moglie Elaine e di suo figlio Will.
- Durata: 58 minuti
- Guest star: Nabil Elouahabi (uomo dagli occhi luminosi), Simon Manyonda (Benjamin Du Ruyter), Frank Bourke (Fra Pavel), Robert Emms (Thomas), Jamie Wilkes (uomo dal viso pallido), Mat Fraser (Raymond Van Gerritt), Geoff Bell (Jack Verhoeven).
- Ascolti UK: telespettatori 7 220 000[3]
- Ascolti USA: telespettatori 348 000 – rating 18-49 anni 0,1%[7]

## L'armatura
- Titolo originale: Armour
- Diretto da: Otto Bathurst
- Scritto da: Jack Thorne

### Trama
Lyra e i gyziani arrivano a Trollesund, nel nord, per chiedere l’aiuto delle streghe tramite il loro console, Lanselius; il compito viene affidato a Lyra e Farder Coram, che in gioventù ha avuto una relazione con una strega di nome Serafina Pekkala. Lanselius può contattare ogni strega attraverso dei rami di pino-nuvola, la mistica pianta che conferisce alle streghe i loro poteri; il console mette alla prova la capacità di Lyra di leggere l’aletiometro facendoglielo usare per trovare il ramo appartenente a Serafina Pekkala e Lyra riesce nell’impresa. Serafina invia a Trollesund il proprio daimon, Kaisa, che a differenza dei daimon umani può allontanarsi dalla sua padrona; le streghe hanno scoperto che i bambini rapiti si trovano in una fortezza chiamata Bolvangar e Kaisa ha il compito di guidare i gyziani fin lì. Lee Scoresby, un aeronauta texano, arriva a Trollesund in cerca di un amico, un orso corazzato di nome Iorek Byrnison. Gli orsi corazzati tengono alle proprie armature almeno quanto gli umani tengono ai daimon; la gente di Trollesund ha sottratto con l’inganno l’armatura di Iorek e ora l’orso, per riguadagnarsela, si è ridotto a lavorare come fabbro per la città. Ad orchestrare tutto è stata la signora Coulter: Iorek, infatti, era destinato a diventare re degli orsi e il Magisterium ha fatto in modo di toglierlo di mezzo per mettere sul trono il più malleabile e spregiudicato Iofur Raknison. La signora Coulter ha tuttora un enorme ascendente su Iofur, al punto di essere riuscita a fargli catturare per lei Lord Asriel; la donna sfrutta questo suo potere per mantenere la sua posizione ed evitare di essere destituita per l’incursione al Jordan College, che ha rischiato di esporre l’Intendenza Generale per l’Oblazione. Assicuratasi in tal modo l’immunità, la signora Coulter parte per il nord per prelevare Lord Asriel, ma prima ottiene di poter rivolgere una domanda all’aletiometro del Magisterium, gestito da fra Pavel: la donna vuole sapere chi è davvero Lyra. Farder Coram e Lyra decidono di reclutare Iorek e Lyra si assicura la sua lealtà aiutandolo a riprendersi l’armatura. Iorek Byrnison si unisce così alla spedizione assieme a Lee Scoresby.
- Durata: 59 minuti
- Guest star: Harry Melling (Sysselmann), Omid Djalili (Dott. Martin Lenselius), Joe Tandberg (Iorek Byrnison), David Langham (Padre Garret), Ian Peck (Cardinale Sturrock), Frank Bourke (Fra Pavel), Mat Fraser (Raymond Van Geritt).
- Ascolti UK: telespettatori 6 880 000[3]
- Ascolti USA: telespettatori 396 000 – rating 18-49 anni 0,1%[8]

## Il bambino perduto
- Titolo originale: The Lost Boy
- Diretto da: Otto Bathurst[5]
- Scritto da: Jack Thorne

### Trama
Lyra e i gyziani, guidati dall’aletiometro e accompagnati da Iorek Byrnison, Lee Scoresby e Kaisa, si addentrano nelle lande innevate del nord alla ricerca di Bolvangar. Serafina Pekkala in persona fa la sua apparizione e Farder Coram si confronta con lei, chiedendole di combattere il Magisterium insieme e criticando Lord Asriel per la sua ossessione verso gli universi paralleli; Serafina gli conferma l’esistenza di altri mondi e gli spiega che le azioni di Asriel sono connesse ad un imminente conflitto che sconvolgerà tutti gli universi e potrebbe portare alla fine del potere del Magisterium. Dopo alcuni giorni di viaggio, l’aletiometro comincia a segnalare a Lyra di recarsi in un villaggio; la ragazza, seguendo le indicazioni dello strumento, raggiunge il villaggio e trova Billy Costa, in stato catatonico e privo del suo daimon. Lyra lo riporta alla sua famiglia, ma Billy non riesce a sopravvivere senza il suo daimon e muore poco dopo; sconvolti, Lyra e i gyziani comprendono che gli Ingoiatori portano i bambini a Bolvangar per sottoporli all’intercisione, un processo che li separa dai loro daimon, di fatto privandoli delle loro anime e riducendoli a vegetali. Successivamente, Lyra viene rapita da un’orda di tartari al servizio degli Ingoiatori e portata a Bolvangar. Nell’altro mondo, intanto, il quattordicenne Will Parry frequenta il liceo a Oxford e al tempo stesso si prende cura della madre Elaine, mentalmente instabile in seguito alla scomparsa di John, tredici anni prima. Boreal perseguita i Parry nella speranza di ottenere informazioni su John; l’uomo ha infatti scoperto che John Parry non è morto e vuole scoprire come riesca a viaggiare tra i mondi.
- Durata: 58 minuti
- Guest star: Mat Fraser (Raymond Van Gerritt), Daniel Frogson (Tony Costa), Jamie Wilkes (uomo dal viso pallido), Cameron King (Toby), Ray Fearon (Sig. Hanway), Tyler Howitt (Billy Costa), Robert Emms (Thomas), Geoff Bell (Jack Verhoeven), Pasi Antero Remsu (cacciatore samoiedo), Morfydd Clark (Sorella Clara), Kate Rutter (Sorella Betty).
- Ascolti UK: telespettatori 6 690 000[3]
- Ascolti USA: telespettatori 467 000 – rating 18-49 anni 0,1%[9]

## Le gabbie dei daimon
- Titolo originale: The Daemon-Cages
- Diretto da: Euros Lyn[5]
- Scritto da: Jack Thorne

### Trama
A Bolvangar, Lyra ritrova Roger e molti altri bambini che non hanno ancora subito l’intercisione; coloro che sono già stati mutilati sono per la maggior parte ancora vivi, ma in uno stato mentale gravemente alterato. La signora Coulter arriva a Bolvangar per controllare i progressi dell’intercisione; la prossima ad essere testata è proprio Lyra, e la ragazza è costretta a chiedere aiuto alla signora Coulter, riconoscendola per la prima volta come madre. La donna la salva e le spiega di aver messo a punto l’intercisione per salvare i bambini dall’influenza della Polvere, che il Magisterium crede sia il peccato; la Polvere, infatti, non attecchisce sui bambini e, poiché i daimon sono il tramite che lega gli individui alla Polvere, la signora Coulter ritiene sia possibile prevenirne gli effetti recidendo tale legame prima che i daimon si stabilizzino. La signora Coulter aveva deciso di prendere Lyra con sé per evitare che venisse prelevata dagli Ingoiatori e subisse l’intercisione prima che il procedimento fosse adeguatamente perfezionato; la donna le chiede perdono per averle nascosto la verità e la prega di rimanere al suo fianco. Lyra finge di assecondarla, per poi colpirla con la mosca-spia catturata in precedenza e scappare. Con l’aiuto di Roger, Lyra libera i bambini prigionieri e distrugge l’apparecchiatura per l’intercisione; i gyziani, Iorek Byrnison e Serafina Pekkala portano poi i bambini in salvo. Lyra decide di andare a Svalbard per liberare Lord Asriel e Lee Scoresby accetta di accompagnare lei, Roger e Iorek Byrnison a bordo del suo pallone aerostatico. Durante il volo, Serafina spiega a Lee che Lyra, superando la prova di Lanselius, si è rivelata essere l’oggetto di una profezia molto antica tra le streghe: la ragazza avrà un ruolo chiave in un’imminente guerra che deciderà le sorti di tutti gli universi, ma per adempiere alla propria missione dovrà rimanerne inconsapevole fino alla fine.
- Durata: 56 minuti
- Guest star: Morfydd Clark (Sorella Clara), Eva Jazani (Bridget McGinn), Kate Rutter (Sorella Betty), Mary Fernandez (Esme), Amit Shah (Dott. Rendal), Martha Bright (Bella), Raffiella Chapman (Annie), Andrew Scott (Colonnello John Parry), Jamie Wilkes (uomo dal viso pallido), Robert Emms (Thomas), Ruby Llewelyn (Rose), Amma Ris (Martha).
- Ascolti UK: telespettatori 6 360 000[3]
- Ascolti USA: telespettatori 393 000 – rating 18-49 anni 0,1%[10]

## Lotta all'ultimo sangue
- Titolo originale: The Fight to the Death
- Diretto da: Jamie Childs[5]
- Scritto da: Jack Thorne

### Trama
Lyra e il suo gruppo vengono attaccati da alcuni demoni delle falesie e Lyra precipita dal pallone. La ragazzina sopravvive, ma viene fatta prigioniera dagli orsi corazzati e condotta al cospetto di Iofur Raknison. Qui, Lyra apprende che Lord Asriel è riuscito non solo a farsi liberare, ma anche a vedersi concedere da Iofur di proseguire le proprie ricerche; Lyra decide perciò di provare a sua volta a manipolare Iofur e, sapendo che ciò che il re orso desidera più di ogni altra cosa è un daimon, gli fa credere di essere il daimon di Iorek Byrnison, creato per lui dagli scienziati di Bolvangar. Con ciò, Lyra gli fa credere di essere stato ingannato dalla signora Coulter, togliendo alla madre ogni potere su di lui, e completa l’opera convincendo Iofur a sfidare a duello Iorek Byrnison. Iorek ringrazia Lyra per questa opportunità, il solo modo per riconquistare il trono e l’onore agli occhi degli altri orsi, e affronta e uccide Iofur Raknison. Lyra si riunisce poi a Roger e si convince di dover portare l’aletiometro a Lord Asriel; Iorek Byrnison, riconoscente a Lyra, la accompagna per proteggerla. Lyra si ricongiunge a Lord Asriel nel suo laboratorio a Svalbard, ma l’uomo reagisce con sgomento al suo arrivo; stranamente, la sua reazione cambia alla vista di Roger. Il Magisterium, informato della morte di Iofur Raknison, invia un esercito contro Lord Asriel e affida il comando a padre MacPhail; la signora Coulter, priva del potere che le dava il controllo su Iofur e perdipiù accusata della distruzione di Bolvangar, rischia ancora una volta di essere destituita, ma la donna, manipolando MacPhail, riesce a cavarsela e ottiene di aggregarsi alla sua spedizione. Nell’altro mondo, Lord Boreal perseguita ormai apertamente i Parry. Will mette al sicuro Elaine ottenendo per lei ospitalità presso un conoscente, dopodiché ritorna a casa per recuperare alcune lettere di John avute dalla madre; il ragazzo viene sorpreso da due uomini di Boreal e ne uccide uno scaraventandolo giù dalle scale.
- Durata: 58 minuti
- Guest star: Andrew Scott (Colonnello John Parry), Morfydd Clark (Sorella Clara), Robert Emms (Thomas), Asheq Akhtar (Jotham Santelia), Jamie Wilkes (uomo dal viso pallido), David Langham (padre Garret), Frank Bourke (Fra Pavel), Ray Fearon (Sig. Hanway), Tyler Howitt (Billy Costa).
- Ascolti UK: telespettatori 6 080 000[3]
- Ascolti USA: telespettatori 485 000 – rating 18-49 anni 0,1%[11]

## L'addio
- Titolo originale: Betrayal
- Diretto da: Jamie Childs[5]
- Scritto da: Jack Thorne

### Trama
Lord Boreal interroga l’aletiometro del Magisterium per conoscere il segreto di John Parry; secondo l’interpretazione di fra Pavel, John Parry ha un legame con un coltello dai poteri misteriosi e Will è la chiave che permetterà a Boreal di impadronirsene. Sfruttando un suo uomo infiltrato nella polizia dell’altro mondo, Boreal fa braccare Will, ma il ragazzo sembra essere sparito; mentre vaga senza meta, Will trova per caso il varco usato da Boreal per viaggiare tra i mondi e vi entra. Lyra ha un confronto con Lord Asriel e rimane delusa nello scoprire che il padre sembra piuttosto indifferente all’idea del loro legame; l’uomo, inoltre, rifiuta l’aletiometro, di cui afferma di non avere bisogno, e le rivela che il suo obiettivo è liberare l’umanità dalla tirannia e dalle bugie del Magisterium. Secondo Lord Asriel, la Polvere è in qualche modo collegata alla consapevolezza di sé e il Magisterium l’ha sempre dipinta come una sostanza maligna al solo scopo di soggiogare le masse; la prova sono gli effetti devastanti dell’intercisione, che annulla la connessione con la Polvere e rende gli esseri umani vuoti e privi di volontà. Lord Asriel vuole aprire un varco per gli altri mondi per trovare la fonte della Polvere e comprenderne la vera natura; per riuscirci, però, è necessaria una quantità di energia immensa, ottenibile solo tramite un’intercisione. Più tardi, Lord Asriel rapisce Roger e lo intercide, causandone la morte e usando l’energia ottenuta per aprire il varco. Mentre le truppe di MacPhail perquisiscono il laboratorio, la signora Coulter raggiunge Lord Asriel al varco; l’uomo rivela di amarla ancora e lo prega di seguirlo nella sua impresa, ma la signora Coulter ribadisce la propria fedeltà al Magisterium e sceglie di restare. Lord Asriel attraversa il varco da solo; più tardi anche Lyra, per onorare la morte di Roger, di cui si sente responsabile, decide di scoprire a sua volta il mistero della Polvere ed entra nel portale assieme a Pantalaimon.
- Durata: 59 minuti
- Guest star: Frank Bourke (Fra Pavel), Robert Emms (Thomas), Jamie Wilkes (uomo dal viso pallido), Cath Whitefield (agente Jenkins).
- Ascolti UK: telespettatori 5 870 000[3]
- Ascolti USA: telespettatori 502 000 – rating 18-49 anni 0,1%[12]